# Liste öffentlich geförderter Orchester in Deutschland
Die Liste der öffentlich geförderter Orchester in Deutschland führt die Orchester in öffentlicher Trägerschaft auf, mit Angabe der Vergütungsgruppe und Planstellen. Darunter sind Theaterorchester, Konzertorchester, Kammerorchester und Rundfunkorchester.

## Liste der Orchester
| Stadt/Städte | Name des Orchesters                                    | Name des Opernhauses, Theaters, oder der Konzerthalle | Tarifvertrag a mit Vergütungsgruppe | Planstellen |
| --- | ------------------------------------------------------ | ----------------------------------------------------- | ----------------------------------- | ----------- |
| a TVK: Tarifvertrag für die Musiker in Konzert- und Theaterorchestern; HTV: Haustarifvertrag; TV: Tarifvertrag; F: Zulage nach Fußnote TVK §17 Abs. 7             |                                                        |                                                       |                                     |             |
| Staatliche, städtische, öffentlich finanzierte Orchester |                                                        |                                                       |                                     |             |
| Zu Kammerorchester navigieren, zu Rundfunkorchestern navigieren                                                                                                   |                                                        |                                                       |                                     |             |
| Aachen | Sinfonieorchester Aachen                               | Theater Aachen                                        | TVK B                               | 66          |
| Altenburg/Gera | Philharmonisches Orchester Altenburg Gera              | Theater Altenburg Gera                                | TVK B/F                             | 70          |
| Annaberg/Aue | Erzgebirgische Philharmonie Aue                        | Eduard-von-Winterstein-Theater                        | TVK D (HTV)                         | 50          |
| Augsburg | Augsburger Philharmoniker                              | Staatstheater Augsburg                                | TVK B                               | 71 d        |
| d Die Augsburger Philharmoniker werden beginnend ab 2026 bis 2028 nach TVK A mit 82 Planstellen eingestuft.                                                       |                                                        |                                                       |                                     |             |
| Bad Lausick | Sächsische Bläserphilharmonie                          | Deutsche Bläserakademie                               | TVK (ca. A, HTV)                    | 37          |
| Bad Reichenhall | Bad Reichenhaller Philharmoniker                       |                                                       | HTV C                               | 39          |
| Baden-Baden | Philharmonie Baden-Baden                               |                                                       | TVK B                               | 38          |
| Bamberg | Bamberger Symphoniker – Bayerische Staatsphilharmonie  | Konzert- und Kongresshalle Bamberg                    | TV Bamberger Symphoniker            | 111         |
| Bautzen | Sorbisches Kammerorchester                             | Sorbisches National-Ensemble                          | TVK C/D                             | 22          |
| Berlin | Staatskapelle Berlin                                   | Staatsoper Unter den Linden                           | TV Staatskapelle Berlin             | 136         |
| Berlin | Konzerthausorchester Berlin                            | Schauspielhaus                                        | TV Konzerthausorchester             | 112         |
| Berlin | Orchester der Komischen Oper Berlin                    | Komische Oper Berlin                                  | TVK A/F1                            | 112         |
| Berlin | Berliner Philharmoniker                                | Berliner Philharmonie                                 | TV Berliner Philharmoniker          | 130         |
| Berlin | Deutsches Symphonie-Orchester Berlin                   | Berliner Philharmonie                                 | TV DSO Berlin                       | 114         |
| Berlin | Orchester der Deutschen Oper Berlin                    | Deutsche Oper Berlin                                  | TV Deutsche Oper Berlin             | 131         |
| Bielefeld | Bielefelder Philharmoniker                             | Theater Bielefeld                                     | TVK B                               | 67,5        |
| Bochum | Bochumer Symphoniker                                   |                                                       | TVK A                               | 85          |
| Böhlen | Leipziger Symphonieorchester                           | Kulturhaus Böhlen                                     | TVK D (HTV)                         | 39          |
| Bonn | Beethoven Orchester Bonn                               | Theater Bonn                                          | TVK A/F1                            | 103,5       |
| Brandenburg an der Havel | Brandenburger Symphoniker                              | Brandenburger Theater                                 | TVK C (HTV)                         | 51          |
| Braunschweig | Staatsorchester Braunschweig                           | Staatstheater Braunschweig                            | TVK A                               | 85          |
| Bremen | Bremer Philharmoniker                                  | Theater Bremen                                        | TVK A                               | 84          |
| Bremerhaven | Philharmonisches Orchester Bremerhaven/                | Stadttheater Bremerhaven                              | TVK C                               | 52,5        |
| Chemnitz | Robert-Schumann-Philharmonie                           | Theater Chemnitz                                      | TVK A                               | 99          |
| Coburg | Philharmonisches Orchester Landestheater Coburg        | Landestheater Coburg                                  | TVK B                               | 56          |
| Cottbus | Philharmonisches Orchester des Staatstheaters Cottbus  | Staatstheater Cottbus                                 | TVK B/F                             | 74          |
| Darmstadt | Staatsorchester Darmstadt                              | Staatstheater Darmstadt                               | TVK A (HTV)                         | 78          |
| Dessau | Anhaltische Philharmonie                               | Anhaltisches Theater                                  | TVK (ca. B/F)                       | 78,5        |
| Detmold | Symphonisches Orchester des Landestheaters Detmold     | Landestheater Detmold                                 | TVK B (HTV)                         | 66          |
| Dortmund | Dortmunder Philharmoniker                              | Theater Dortmund                                      | TVK A                               | 102,5       |
| Dresden | Sächsische Staatskapelle Dresden                       | Semperoper                                            | TV Staatskapelle Dresden            | 159         |
| Dresden | Dresdner Philharmonie                                  | Kulturpalast                                          | TV Dresdner Philharmonie            | 116         |
| Dresden | Orchester der Staatsoperette Dresden                   | Staatsoperette Dresden                                | TVK B                               | 57,25       |
| Duisburg | Duisburger Philharmoniker                              | Deutsche Oper am Rhein                                | TVK A/F2                            | 93          |
| Düsseldorf | Düsseldorfer Symphoniker                               | Deutsche Oper am Rhein                                | TV Düsseldorfer Symphoniker         | 130         |
| Erfurt | Philharmonisches Orchester Erfurt                      | Theater Erfurt                                        | TVK B/F                             | 78          |
| Essen | Essener Philharmoniker                                 | Aalto-Theater, Saalbau Essen                          | TVK A/F2 + Zulage                   | 101,5       |
| Flensburg | Schleswig Holsteinisches Sinfonieorchester             | Schleswig-Holsteinisches Landestheater                | TVK B                               | 66          |
| Frankfurt am Main | Frankfurter Opern- und Museumsorchester                | Oper Frankfurt                                        | TVK A/F1 + Zulage (HTV)             | 115         |
| Frankfurt (Oder) | Brandenburgisches Staatsorchester                      | Carl Philipp Emanuel Bach Konzerthalle                | TVK A                               | 86          |
| Freiberg | Mittelsächsische Philharmonie                          | Mittelsächsisches Theater                             | TVK C                               | 45          |
| Freiburg im Breisgau | Philharmonisches Orchester Freiburg                    | Theater Freiburg, Konzerthaus Freiburg                | TVK B                               | 70          |
| Gießen | Philharmonisches Orchester Gießen                      | Stadttheater Gießen                                   | TVK D                               | 40          |
| Görlitz | Neue Lausitzer Philharmonie                            | Gerhart-Hauptmann-Theater Görlitz-Zittau              | TVK C                               | 54,5        |
| Göttingen | Göttinger Symphonieorchester                           |                                                       | HTV B                               | 51          |
| Gotha/Eisenach | Thüringen Philharmonie Gotha-Eisenach                  | Landestheater Eisenach                                | TVK B (HTV) Bezahlung unter D       | 59          |
| Greifswald/Stralsund | Philharmonisches Orchester Vorpommern                  | Theater Vorpommern                                    | TVK B/F (HTV)                       | 68          |
| Greiz/Reichenbach im Vogtland | Vogtland Philharmonie Greiz Reichenbach                |                                                       | HTV (ca. C)                         | 61,9        |
| Hagen | Philharmonisches Orchester Hagen                       | Theater Hagen                                         | TVK B                               | 58,5        |
| Halberstadt | Harzer Sinfoniker                                      | Harztheater                                           | TVK D                               | 35          |
| Halle (Saale) | Staatskapelle Halle                                    | Opernhaus Halle                                       | TVK A                               | 115         |
| Hamburg | Philharmonisches Staatsorchester Hamburg               | Hamburgische Staatsoper                               | TVK A/F1 mit Zulage                 | 140         |
| Hamburg | Symphoniker Hamburg                                    | Laeiszhalle                                           | HTV (ca. A)                         | 67          |
| Hannover | Niedersächsisches Staatsorchester Hannover             | Niedersächsische Staatstheater Hannover               | TVK A/F2                            | 106         |
| Heidelberg | Philharmonisches Orchester der Stadt Heidelberg        | Theater und Orchester Heidelberg                      | TVK B                               | 62          |
| Herford | Nordwestdeutsche Philharmonie                          | Stadtpark Schützenhof                                 | TVK B/F                             | 78          |
| Hildesheim | TfN-Philharmonie Hildesheim                            | Theater für Niedersachsen                             | TVK D                               | 30          |
| Hof (Saale) | Hofer Symphoniker                                      |                                                       | HTV (ca. B)                         | 64          |
| Jena | Jenaer Philharmonie                                    | Volkshaus Jena                                        | TVK B/F (HTV)                       | 85          |
| Kaiserslautern | Orchester des Pfalztheaters Kaiserslautern             | Pfalztheater                                          | TVK B                               | 66          |
| Karlsruhe | Badische Staatskapelle Karlsruhe                       | Badisches Staatstheater Karlsruhe                     | TVK A/F2                            | 99          |
| Kassel | Staatsorchester Kassel                                 | Staatstheater Kassel                                  | TVK A (HTV)                         | 78          |
| Kiel | Philharmonisches Orchester Kiel                        | Theater Kiel                                          | TVK B (HTV)                         | 80          |
| Koblenz | Staatsorchester Rheinische Philharmonie                | Theater Koblenz                                       | TVK B/F                             | 71          |
| Köln | Gürzenich-Orchester                                    | Kölner Philharmonie                                   | TV Gürzenich-Orchester              | 145,5       |
| Konstanz | Bodensee Philharmonie                                  |                                                       | TVK B                               | 62,75       |
| Krefeld/Mönchengladbach | Niederrheinische Sinfoniker                            | Theater Krefeld und Mönchengladbach                   | TVK B/F                             | 78,5        |
| Leipzig | Gewandhausorchester                                    | Gewandhaus, Oper Leipzig                              | TV Gewandhausorchester              | 185         |
| Leipzig | Orchester der Musikalischen Komödie                    | Musikalische Komödie                                  | TVK B                               | 47,5        |
| Lübeck | Philharmonisches Orchester der Hansestadt Lübeck       | Theater Lübeck                                        | TVK B                               | 66          |
| Ludwigshafen am Rhein | Deutsche Staatsphilharmonie Rheinland-Pfalz            |                                                       | TVK A/F2                            | 86          |
| Lüneburg | Lüneburger Symphoniker                                 | Theater Lüneburg                                      | TVK D (HTV)                         | 29          |
| Magdeburg | Magdeburgische Philharmonie                            | Theater Magdeburg                                     | TVK B/F                             | 82,25       |
| Mainz | Philharmonisches Staatsorchester Mainz                 | Staatstheater Mainz                                   | TVK B/F                             | 71,5        |
| Mannheim | Nationaltheaterorchester Mannheim                      | Nationaltheater Mannheim                              | TVK A                               | 103         |
| Meiningen | Meininger Hofkapelle                                   | Staatstheater Meiningen                               | TVK B                               | 61          |
| München | Münchner Philharmoniker                                |                                                       | TV Münchner Philharmoniker          | 126         |
| München | Bayerisches Staatsorchester                            | Bayerische Staatsoper                                 | TV Bayerisches Staatsorchester      | 143         |
| München | Orchester des Staatstheaters am Gärtnerplatz           | Staatstheater am Gärtnerplatz                         | TVK A/F2                            | 77          |
| München | Münchner Symphoniker                                   |                                                       | ohne TV (ca. D)                     | 60          |
| Münster | Sinfonieorchester Münster                              | Theater Münster                                       | TVK B                               | 66          |
| Neubrandenburg/Neustrelitz | Neubrandenburger Philharmonie                          | Landestheater Neustrelitz                             | TVK B                               | 68          |
| Nordhausen/Sondershausen | Loh-Orchester Sondershausen                            | Theater Nordhausen                                    | TVK B                               | 53          |
| Nürnberg | Staatsphilharmonie Nürnberg                            | Staatstheater Nürnberg                                | TVK A                               | 93          |
| Nürnberg | Nürnberger Symphoniker                                 | Kongresshalle                                         | TVK B                               | 60,5        |
| Oldenburg (Oldb) | Oldenburgisches Staatsorchester                        | Oldenburgisches Staatstheater                         | TVK B                               | 69,5        |
| Osnabrück | Osnabrücker Symphonieorchester                         | Theater Osnabrück                                     | TVK B                               | 59          |
| Passau | Niederbayerische Philharmonie                          | Landestheater Niederbayern                            | TVK D                               | 42,5        |
| Pforzheim | Badische Philharmonie Pforzheim                        | Stadttheater Pforzheim                                | TVK D                               | 42          |
| Potsdam | Deutsches Filmorchester Babelsberg                     | Studio Babelsberg                                     | HTV (unter D)                       | 45          |
| Recklinghausen/Gelsenkirchen | Neue Philharmonie Westfalen                            |                                                       | TVK B/F (HTV)                       | 124         |
| Regensburg | Philharmonisches Orchester Regensburg                  | Theater Regensburg                                    | TVK B                               | 66          |
| Reutlingen | Württembergische Philharmonie Reutlingen               |                                                       | TVK B                               | 70          |
| Riesa/Radebeul | Elbland Philharmonie Sachsen                           | Landesbühnen Sachsen                                  | TVK C (HTV)                         | 80          |
| Rostock | Norddeutsche Philharmonie Rostock                      | Volkstheater Rostock                                  | HTV A                               | 60          |
| Saalfeld/Rudolstadt | Thüringer Symphoniker                                  | Theater Rudolstadt                                    | TVK C (HTV)                         | 42          |
| Saarbrücken | Saarländisches Staatsorchester                         | Saarländisches Staatstheater                          | TVK A                               | 81          |
| Schönebeck | Mitteldeutsche Kammerphilharmonie                      |                                                       | TVK D (HTV)                         | 23          |
| Schwerin | Mecklenburgische Staatskapelle Schwerin                | Mecklenburgisches Staatstheater Schwerin              | TVK A (HTV)                         | 58          |
| Siegen | Philharmonie Südwestfalen                              |                                                       | TVK B                               | 66          |
| Solingen | Bergische Symphoniker                                  | Teo Otto Theater, Theater und Konzerthaus Solingen    | TVK B (HTV)                         | 66          |
| Stuttgart | Staatsorchester Stuttgart                              | Württembergische Staatstheater Stuttgart              | TVK A/F1                            | 132         |
| Stuttgart | Stuttgarter Philharmoniker                             | Gustav-Siegle-Haus                                    | TVK A                               | 86          |
| Trier | Philharmonisches Orchester der Stadt Trier             | Theater Trier                                         | TVK C                               | 56          |
| Ulm | Philharmonisches Orchester der Stadt Ulm               | Theater Ulm                                           | TVK B                               | 66          |
| Weimar | Staatskapelle Weimar                                   | Deutsches Nationaltheater                             | TVK A/F2                            | 100         |
| Wiesbaden | Hessisches Staatsorchester Wiesbaden                   | Hessisches Staatstheater Wiesbaden                    | TVK A (HTV)                         | 78          |
| Würzburg | Philharmonisches Orchester Würzburg                    | Mainfranken Theater Würzburg                          | TVK B                               | 66          |
| Wuppertal | Sinfonieorchester Wuppertal                            | Wuppertaler Bühnen                                    | TVK A                               | 88          |
| Zwickau | Clara-Schumann-Philharmoniker                          | Theater Plauen-Zwickau                                | TVK B                               | 66          |
| Stadt/Städte | Name des Orchesters                                    | Hauptspielstätte                                      | Tarifvertrag                        | Planstellen |
| Kammerorchester |                                                        |                                                       |                                     |             |
| Zu Staatliche, städtische, öffentlich finanzierte Orchester navigieren, zu Rundfunkorchester navigieren                                                           |                                                        |                                                       |                                     |             |
| Heilbronn | Württembergisches Kammerorchester Heilbronn            | Konzert- und Kongresszentrum Harmonie (Heilbronn)     | ohne TV (ca. A)                     | 20          |
| Ingolstadt | Georgisches Kammerorchester Ingolstadt                 | Stadttheater Ingolstadt                               | HTV (ca. D)                         | 16          |
| Mannheim | Kurpfälzisches Kammerorchester                         | Schloss Mannheim                                      | HTV (ca. D)                         | 14          |
| München | Münchener Kammerorchester                              | Prinzregententheater                                  | ohne TV (ca. A)                     | 28          |
| Pforzheim | Südwestdeutsches Kammerorchester Pforzheim             | CongressCenter Pforzheim                              | ohne TV (ca. A)                     | 14          |
| Prenzlau | Preußisches Kammerorchester                            |                                                       | ohne TV (unter D)                   | 12          |
| Stuttgart | Stuttgarter Kammerorchester                            | Kultur- und Kongresszentrum Liederhalle               | ohne TV (ca. A)                     | 17          |
| Wernigerode | Philharmonisches Kammerorchester Wernigerode           | Konzerthaus Liebfrauen                                | TVK D (HTV)                         | 20          |
| Stadt/Städte | Name des Orchesters                                    | Name der Sendeanstalt                                 | Tarifvertrag                        | Planstellen |
| Rundfunkorchester |                                                        |                                                       |                                     |             |
| Zu Staatliche, städtische, öffentlich finanzierte Orchester navigieren, zu Kammerorchester navigieren                                                             |                                                        |                                                       |                                     |             |
| Berlin | Rundfunk-Sinfonieorchester Berlin                      | Deutschlandradio                                      | eigener TV                          | 114         |
| Frankfurt am Main | hr-Sinfonieorchester                                   | Hessischer Rundfunk                                   | eigener TV                          | 108         |
| Hamburg | NDR Elbphilharmonie Orchester                          | Norddeutscher Rundfunk                                | eigener TV                          | 113         |
| Hannover | NDR Radiophilharmonie                                  | Norddeutscher Rundfunk                                | eigener TV                          | 86          |
| Köln | WDR Sinfonieorchester                                  | Westdeutscher Rundfunk Köln                           | eigener TV                          | 107         |
| Köln | WDR Funkhausorchester                                  | Westdeutscher Rundfunk Köln                           | eigener TV                          | 51          |
| Leipzig | MDR-Sinfonieorchester                                  | Mitteldeutscher Rundfunk                              | eigener TV                          | 115         |
| München | Symphonieorchester des Bayerischen Rundfunks           | Bayerischer Rundfunk                                  | eigener TV                          | 115         |
| München | Münchner Rundfunkorchester                             | Bayerischer Rundfunk                                  | eigener TV                          | 55          |
| Saarbrücken/Kaiserslautern | Deutsche Radio Philharmonie Saarbrücken-Kaiserslautern | Südwestrundfunk                                       | eigener TV                          | 87          |
| Stuttgart | SWR Symphonieorchester                                 | Südwestrundfunk                                       | eigener TV                          | 119 e       |
| e Aufgrund einer Orchesterfusion übersteigt die tatsächliche Musikerzahl des SWR Symphonieorchesters mit 144 Musikern vorübergehend das Ziel von 119 Planstellen. |                                                        |                                                       |                                     |             |

## Vergütungsgruppen nach TVK
Die Orchester werden nach dem Tarifvertrag für die Musiker in Konzert- und Theaterorchestern in 4 Vergütungsgruppen gruppiert, die sich nach der Anzahl von Planstellen für Musiker im jeweiligen Orchester richten. Erreicht ein Orchester die Mindest-Planstellenanzahl nicht, ist die Einstufung in eine höhere Vergütungsgruppe durch gesonderten Tarifvertrag möglich. Grundsätzlich gibt es die Vergütungsgruppen A, B, C und D. Orchester, die die Bedingungen der Gruppe C nicht erfüllen, werden als Gruppe D geführt.
| Planstellen               | A  | B  | C  | D         |
| ------------------------- | -- | -- | -- | --------- |
| Gesamtzahl Musiker davon: | 99 | 66 | 56 | <56 oder: |
| Streicher insgesamt       | 55 | 36 | 30 | <30       |
| Flöten                    | 5  | 5  | 3  | <3        |
| Oboen                     | 5  | 3  | 3  | <3        |
| Klarinetten               | 5  | 4  | 3  | <3        |
| Fagotte                   | 5  | 3  | 3  | <3        |
| Waldhörner                | 8  | 5  | 4  | <4        |
| Trompeten                 | 5  | 3  | 3  | <3        |
| Posaunen                  | 4  | 3  | 3  | <3        |
| Tuben                     | 1  | 1  | 1  | <1        |